# Coore
Coore (ook geschreven als Coor (Iers: Cubhar. Betekenis: Hoek van het land) is een dorp dat feitelijk bestaat uit twee delen: Coore East en Coore West. Het is gelegen in de parochie Kilmurry-Ibrickane, nabij Mullagh en Milltown Malbay, in het graafschap Clare in Ierland.
Coore West is ook weer onder te verdelen in twee delen
- Coore West (oost) is the plaats waar de lokale kerk staat. "The Most Holy Redeemer" kerk is gebouwd in 1865-1866, onder leiding van pastoor Patrick Moran.
- Coore West (west) herbergt Coore National School[1] en de voormalige "Gleeson's Pub", vaste honk van musici als Kitty Hayes en Junior Crehan.

## Windmolenpark
Sinds 2011 is een bedrijf bezig met de ontwikkeling van een windmolenpark in de directe omgeving van Coore. De lokale bevolking is daar diep verdeeld over.

## Trivia
- Junior Crehan heeft een compositie geschreven met de naam The Hills of Coore[3]